# 兵庫県道98号有馬山口線
兵庫県道98号有馬山口線（ひょうごけんどう98ごうありまやまぐちせん）は、兵庫県神戸市北区有馬町から西宮市山口町を結ぶ主要地方道（兵庫県道）である。

## 概要
神戸市域は神戸市北土木事務所、西宮市域は兵庫県西宮土木事務所が管理している。
狭隘区間が多く、大型バスも通ることからバイパスが整備されることになり、1994年に着工された。阪神高速北神戸線が全線完成（2003年4月）したことから、西宮山口南ICへのアクセス部として一部の供用が開始され、以南も2013年9月14日に供用開始となった。大半の区間は旧国鉄有馬線の跡地を利用している。

### 路線データ
- 起点：兵庫県神戸市北区有馬町（兵庫県道51号宝塚唐櫃線交点）
- 終点：兵庫県西宮市山口町（兵庫県道82号大沢西宮線交点）
- 総延長：約2.059 km

## 歴史
- 1959年（昭和34年）11月1日 - 兵庫県が一般県道328号山口住吉線を路線認定。
- 1993年（平成5年）
  - 5月11日 - 建設省（現・国土交通省）から、一般県道山口住吉線の一部が有馬山口線として主要地方道に指定される[1]。
  - 12月1日 - 建設省によって主要地方道に指定された区間を兵庫県が主要県道98号有馬山口線として認定。
- 1994年（平成6年）4月1日 - 一般県道328号山口住吉線の残る区間は神戸市道へ降格。

## 地理

### 通過する自治体
- 神戸市（北区）
- 西宮市

### 交差する道路
- 兵庫県道51号宝塚唐櫃線 有馬街道（神戸市北区有馬町・太閤橋交差点、起点）
- 兵庫県道506号市野瀬有馬線（神戸市北区有馬町・峠堂交差点）
- 兵庫県道82号大沢西宮線（西宮市山口町上山口・上山口交差点）
- 兵庫県道98号有馬山口線 支線（西宮市山口町中野・山口町中野交差点）
- 兵庫県道82号大沢西宮線（西宮市山口町金仙寺・金仙寺湖西交差点、終点）

支線
- 兵庫県道51号宝塚唐櫃線（神戸市北区有馬町・有馬温泉北口交差点）
- 阪神高速7号北神戸線 西宮山口南出入口（西宮市山口町中野）
- 兵庫県道98号有馬山口線（西宮市山口町中野・山口町中野交差点）

### 沿線にある施設など
- 有馬温泉